# 達貝峰
47°0′58″N 12°12′25″E / 47.01611°N 12.20694°E

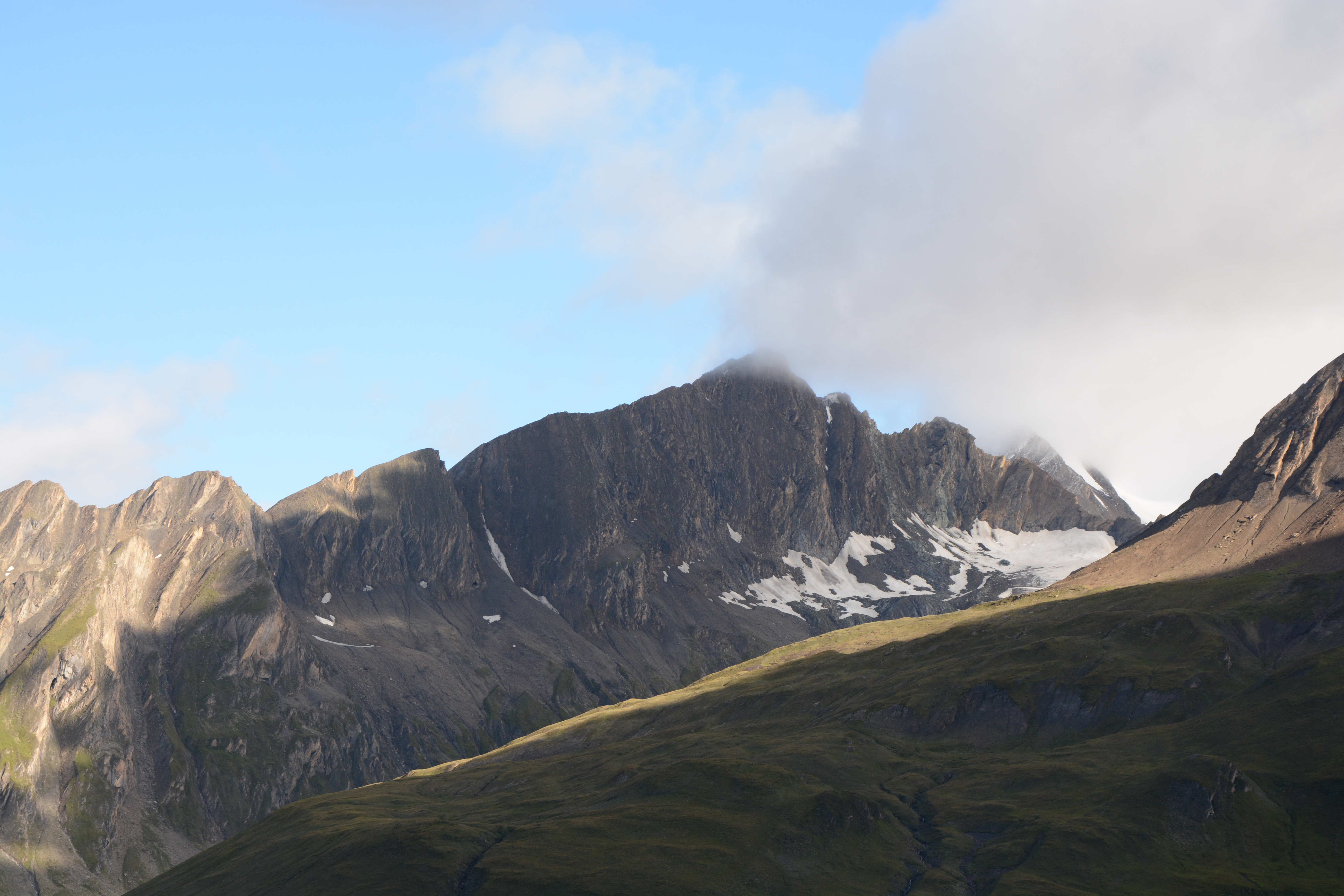

達貝峰（德語：Daberspitze），是奧地利的山峰，位於該國西部，由蒂羅爾州負責管轄，屬於維內迪傑山脈的一部分，海拔高度3,402米，每年平均降雨量1,874毫米。